# Конгруентність інституцій
Конгруе́нтність інститу́цій — близькість загальних тенденцій розвитку інститутів, яка може призводити до їх конвергенції — сходження (аж до збігу) траєкторій інституційного розвитку. Конвергенція буває позитивною і негативною еволюційної, статистичної та гібридної. Позитивна конвергенція веде до досягнення оптимального для суспільства результату, негативна — до формування неефективних інститутів. Еволюційна конвергенція передбачає, що зближення норм — динамічний процес.